# Ice Twister 2 – Arctic Blast
Ice Twister 2 – Arctic Blast (Originaltitel Arctic Blast; Alternativtitel: Ice Twister 2 – Der Megasturm; Fernsehtitel: Arctic Blast – Wenn die Welt gefriert) ist ein kanadisch-australischer Katastrophenfilm von Brian Trenchard-Smith aus dem Jahr 2010 mit Michael Shanks in der Hauptrolle. 
Der Film erschien in Deutschland am 3. November 2011 auf DVD.

## Handlung
Australische Meteorologen entdecken während einer Sonnenfinsternis auf der Südhalbkugel ein Loch in der Ozonschicht, durch das −70 °C kalte Luft aus der Mesosphäre in die unteren Luftschichten fällt. Eine Kaltfront zieht auf die Küste Australiens zu; der Eisnebel lässt Menschen in Sekunden zu Eis erstarren. Weitere Löcher in der Ozonschicht tun sich unter anderem über dem Vereinigten Königreich und den Niederlanden auf. Auf der Erde droht eine neue Eiszeit. Mit Hilfe von Wetterballons, die Magnesiumpartikel in der Mesosphäre ausschütten und Blitze auslösen, soll das Ozonloch über Australien wieder geschlossen werden.

## Kritiken
„Klimatrash aus Australien mit billigen Tricks und noch billigeren Dialogen. Fazit: Der Wetterbericht ist meist spannender.“

„Der allmonatliche Weltuntergang – einst eine Domäne von NuImage, doch mittlerweile hat der SyFy Channel die Nase vorn: Keine Katastrophe, die die findigen Mannen des Senders nicht mit jeder Menge preisgünstigem Spektakel entfachen könnten. Unter der Regie von Brian Trenchard-Smith sieht das Szenario diesmal gar nicht mal so schlecht aus. Mit Michael Shanks wurde ein Hauptdarsteller gefunden, dem man vielleicht den genialen Wissenschaftler nicht abnimmt, dem man aber dennoch gerne zusieht, wie er der tödlichen Kälte trotzt.“